# &［AND］
&［AND］（アンド）は、日本の音楽ユニット。
OZAが中心となり2007年に結成。MY ROOM MUSICに所属。2008年11月にビクターエンタテインメントから1stアルバム「ANDROCK」でメジャー・デビュー。

## メンバー
OZA
OZA参照
- ギター、音楽プロデューサー、打ち込み、作詞、作曲、編曲、レコーディング・エンジニア、マスタリング・エンジニア
- 和歌山県新宮市出身。1973年2月14日生まれ A型

935. (クミコ)
BRAHMANのギタリストKOHKI、木村カエラのベーシスト4106らと共に、下北沢を中心に活動後ソロに。渋谷アピアでソロライブ活動を経て、2007年から&［AND］のメインボーカルを務め、ウェブデザイナーでもある（三村奈々恵のラジオ「Classy Museum」FMYokohama にて）。
- ボーカル、作詞、コーラス
- 静岡県賀茂郡河津町出身。1972年10月30日生まれ B型

NKJM(ナカジー)
旧友であるOZAと共に、Logic Studioを駆使したブレイクビーツ、エレクトリックサウンド制作に携わっていた。
- ベース、打ち込み、編曲、コーラス
- 和歌山県新宮市出身。1972年8月1日生まれ AB型

## 特徴
「宅録」で楽曲を制作している。ただし一般的に行われる「宅録」では、楽曲を製品レベルの音質に仕上げるため、ミキシング・マスタリングなど専門的な知識を必要とする作業は通常の録音スタジオでレコーディング・エンジニア、マスタリング・エンジニアによって行うことが多いが、&［AND］の「宅録」は、「完全自宅録音」のもと、ミキシング・マスタリングまでメンバー自らが自宅で行っている。これにより、音に対する意向をダイレクトにレコーディングに反映でき、スタジオの費用がかからないため、音楽制作のコストを安くできるメリットがある。

## 作品

### アルバム
- 2008年11月26日「ANDROCK」ビクターエンタテインメント

1. Bolero（ボレロ）　作詞：OZA/935.　作曲：モーリス・ラヴェル　編曲：OZA
2. Gymnopedies（ジムノペディ）　作詞：935.　作曲：エリック・サティ　編曲：NKJM/OZA
3. Midnight in Memphis（ローズより）　編曲：OZA
4. Swan Lake（白鳥の湖）　作詞：935.　作曲：ピョートル・チャイコフスキー　編曲：OZA/NKJM

### シングル
- 2009年3月25日 「POWER」　作詞：935.　作曲：OZA　編曲：&［AND］
- 2009年9月2日 「PINK/キラキラ星」

1. PINK　作詞/作曲/編曲：OZA
2. キラキラ　作詞/作曲/編曲：OZA

- 2009年12月9日「Le Temps des cerises」（さくらんぼの実る頃）　編曲：OZA

## 出演

### ラジオ
- 三村奈々恵「Classy Museum」（FMYokohama 2009年2月7日）

## ライブ
- 2009年
  - 3月27日 アップルストア渋谷 スペシャルライブ第1弾
  - 6月19日 アップルストア渋谷 スペシャルライブ第2弾
  - 9月4日 アップルストア渋谷 スペシャルライブ第3弾